# Westbury on Trym
Westbury on Trym – dzielnica miasta Bristol w Anglii, w Bristol, w dystrykcie (unitary authority) Bristol. W 2011 dzielnica liczyła 10 754 mieszkańców. Westbury on Trym jest wspomniana w Domesday Book (1086) jako Huesberie.